# První republika
První republika je označení pro Československou republiku v období od jejího vzniku v roce 1918 do Mnichovské dohody roku 1938 a postoupení převážně německojazyčného pohraničí nacistickému Německu a převážně maďarsky mluvícího území Maďarsku. Následovala druhá (1938–1939) a třetí republika (1945–1948); toto názvosloví bylo odvozeno od Francouzských republik číslovaných od Velké francouzské revoluce.

## Vznik Československa

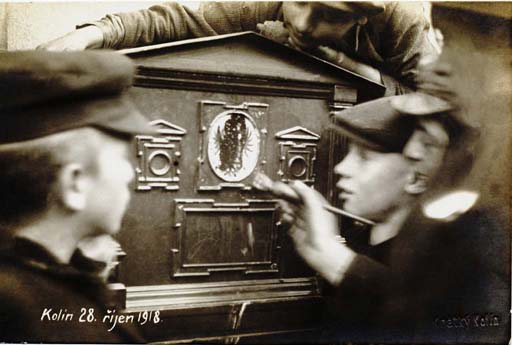
Zamalovávání symbolů monarchie na poštovní schránce v Kolíně dne 28. října 1918

Nezávislost Československa byla prohlášena 28. října 1918 pětičlenným Národním výborem v Praze – jeho členy byli Antonín Švehla, Alois Rašín, Jiří Stříbrný, Vavro Šrobár a František Soukup , „muži 28. října“ –, a to v součinnosti se zahraniční akcí Československé národní rady, která se již o 14 dní dříve (dokonce se zpětnou platností k 26. září 1918) prohlásila za prozatímní vládu nového státu. Národní výbor prosadil v zájmu uchování veřejného pořádku kontinuitu zákonů a vládl prostřednictvím dekretů.
Počátečním problémem bylo sestavení československého parlamentu. Jelikož volby byly zatím nereálné, byl parlament – Revoluční národní shromáždění – poskládán na základě voleb z roku 1911 do Rakousko-uherského sněmu. Slovensko bylo zastoupeno 44 jmenovanými poslanci. Národní výbor předal své pravomoci na prvním zasedání Národního shromáždění 14. listopadu 1918, kdy byl prezidentem zvolen Tomáš Garrigue Masaryk, předsedou vlády Karel Kramář, ministrem zahraničí Edvard Beneš a ministrem vojenství Milan Rastislav Štefánik; také byl slavnostně sesazen rod Habsburků a byla přijata prozatímní ústava. Němci neměli v tomto parlamentu zastoupení žádné (odmítli se zúčastnit), přestože jich bylo více než Slováků. Na základě poválečné deklarace prezidenta USA Woodrowa Wilsona, která hovoří o právu národů Rakouska-Uherska na autonomii a byla vyhlášena jako základní princip mírového ujednání, se většina sudetských Němců hlásila k Německu či Rakousku. V nárokovaných oblastech formálně převzaly výkonnou moc německé národní orgány z rukou císaře dne 31. října 1918. Česká reprezentace se odmítla pohraničních území vzdát s odůvodněním, že nový československý stát nemůže ekonomicky, sociálně ani politicky existovat bez pohraničí českých zemí jinak, než jako koloniální protektorát Velkého Německa. Rozhodla se proto pro vojenské obsazení nárokovaného území Sudet a vojenské potlačení následné sudetské demonstrace. Stejně tak jako sudetští Němci k Německu či Rakousku se Maďaři na jihovýchodě Slovenska zase hlásili k Maďarsku. V dubnu 1919 vypukla maďarsko-československá válka.

Československá vlajka do roku 1920

Mírová konference v Paříži v roce 1919 uzavřela většinu územních sporů. Československou delegaci vedli Karel Kramář a Edvard Beneš. Konference schválila vyhlášení Československé republiky, rozprostírající se na území historických zemí Koruny české (Čech, Moravy a malé části Slezska) a části Horních Uher (Slovensko a Podkarpatská Rus). Území Lužice, které Beneš nárokoval na základě příslušnosti k Českému království do třicetileté války a Kladské hrabství, ztracené spolu se Slezskem za války o rakouské dědictví, zůstaly Německu. Dohoda stvrzující výsledky konference byla s německými delegáty podepsána 10. září 1919 a v mezinárodní platnost měla vstoupit 10. ledna 1920. Podobně nezískalo Československo ani širší území v okolí Bratislavy (dnes patřící Rakousku, jemuž byly mírové podmínky předloženy 2. června 1919), ani rozsáhlejší oblasti v okolí pohoří Mátra a Bükk spolu s městem Miskolc, které si zachovalo Maďarsko. Po menších změnách v podmínkách týkajících se hospodářství a financí byla mírová smlouva s Rakouskem a Maďarskem podepsána v Saint-Germain-en-Laye rovněž dne 10. září 1919. Do nové republiky tak bylo začleněno šest etnických skupin obyvatelstva s rozdílnými historickými, politickými a ekonomickými tradicemi. V článku 86 Versailleské smlouvy se však Československo zavázalo přijmout v budoucnosti případná opatření, na kterých by se vítězné mocnosti usnesly k ochraně menšin na československém území.

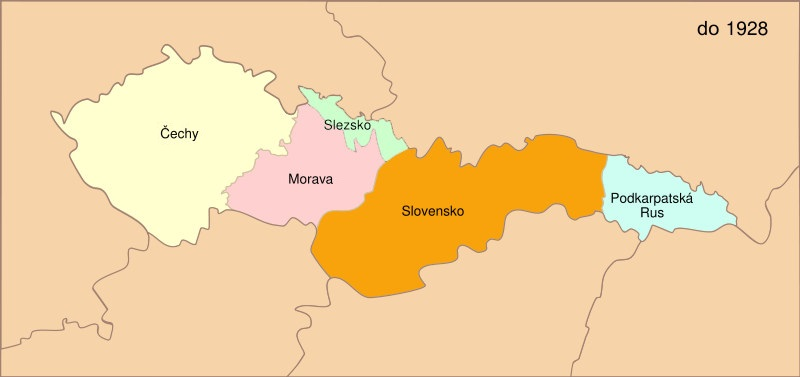
Československo do roku 1928

Československo po roce 1928

Problémem byly samotné hranice státu. S Německem a Rakouskem se větší část průběhu hranic vyřešila na základě historického vývoje, tedy aplikací historického práva. Saint-germainská konference Československu z důvodu obrany navíc přidělila i severní svahy Krkonoš (což se nakonec nezrealizovalo). S Maďarskem však žádné historické hranice neexistovaly – ty proto určila zmiňovaná konference v Paříži na základě Benešových 7 memorand. I přes potvrzení Trianonské smlouvy z roku 1920 musela na území zasáhnout československá a rumunská armáda. Území Slovenska bylo tisíc let součástí koruny uherské a zde se, v rozporu s postupem v Čechách, na Moravě a ve Slezsku, uplatnilo přirozené právo. Metropolí Slovenska se stala Bratislava (původním jménem Prešpurk), přestože etnicky byla z 80 procent německá a maďarská. Tomáš Garrigue Masaryk ale tvrdil, že Československo potřebuje Dunaj a velmoci se připojily k jeho nárokům. Vznikl i spor o území Těšínska. Z pohledu historického práva náleželo celé Těšínsko k zemím Koruny české, nárok si na něj z etnických důvodů ale činilo i nově vzniklé Polsko. Po krátkém československo-polském vojenském střetnutí bylo Těšínsko rozhodnutím mezinárodní arbitráže ve Spa rozděleno mezi oba státy. Poslední spor byl ohledně průmyslově zaostalé Podkarpatské Rusi, kterou si nárokovala kromě Československa také Ukrajinská lidová republika (1918–19), s níž však tehdejší Podkarpatská Rus vůbec nesousedila (byla oddělena Polskem a Rumunskem), a také Maďarsko. Situaci opět musela řešit československá armáda, resp. čs. legionáři spolu s rumunskou armádou.
Další problémy nově vzniklého státu byly také výrazné hospodářské a sociální rozdíly mezi tzv. historickými zeměmi (Čechy, Morava, Slezsko) a Slovenskem, resp. Podkarpatskou Rusí. Na Slovensko odcházeli čeští lékaři, učitelé a úředníci. Roku 1919 byla založena Bratislavská univerzita, 1920 Slovenské národní divadlo. Stále se však část Slováků a zejména více než 3 miliony Němců a 700 tisíc Maďarů necítili být rovnocennou součástí republiky a postupně tak narůstaly vnitřní rozpory. Mnozí Slováci po vzniku Československa pociťovali nostalgii z odštěpení od Uherska, ovšem ve 30. letech se již jednalo o okrajovou záležitost.
Severně od Slovenska existovala i tzv. Lemko-rusínská republika, jejíž část obyvatel se chtěla postupem času připojit k ČSR. Prezident Masaryk, nechtěje po sporu o Těšínsko jitřit česko-polské vztahy, neprojevil o tuto zemi zájem, a v březnu 1920 ji proto zabralo Polsko.[zdroj?]

## Politika nového státu

Veliký znak (1920–1938, 1945–1961)

Střední znak (1920–1939)

Nová ústava z 29. února 1920 nahradila onu provizorní z roku 1918. Československo bylo ustanoveno jako parlamentní demokracie, řízená parlamentem, který se skládal ze Senátu a Poslanecké sněmovny. Členové parlamentu byli voleni na základě poměrného systému ve všeobecných volbách. Parlament měl jak výkonnou, tak zákonodárnou moc. Až později přešla výkonná moc na vládu a prezidenta.[zdroj?] Ten byl volen parlamentem na 7 let a jmenován vládou. Ústava umožňovala vládě poměrně velké pravomoci, zejména ohledně lokálních problémů. Podle ústavy bylo Československo unitárním státem s širokou autonomií pro Podkarpatskou Rus. V letech 1918–1928 bylo Československo administrativně rozděleno na pět samosprávných zemí (zemi Českou, zemi Moravskou, zemi Slezskou, zemi Slovenskou a zemi Podkarpatskoruskou. Centry jednotlivých zemí byla zemská města: Praha, Brno (s částečným uznáním tradičního druhého hlavního města Moravy, jímž byla Olomouc), Opava, Bratislava a Užhorod. S výjimkou Slovenska a Podkarpatské Rusi tak ostatní země navazovaly na předchozí správní model existující s jistými menšími úpravami již od středověku. V roce 1928 byla země Slezská spojená s Moravskou, aby se oslabil vliv německého obyvatelstva. V letech 1928-1939 se tak ČSR dělila na čtyři samosprávné země: zemi Českou, zemi Moravskoslezskou, zemi Slovenskou a zemi Podkarpatskoruskou. Lokální problémy si jednotlivé země řešily samy.[zdroj⁠?!] Slovensko a Podkarpatská Rus měly přislíbenou autonomii, které se však v době tzv. první republiky nedočkaly, požadavkům sudetských Němců byla vláda ochotná ustoupit až v roce 1938.

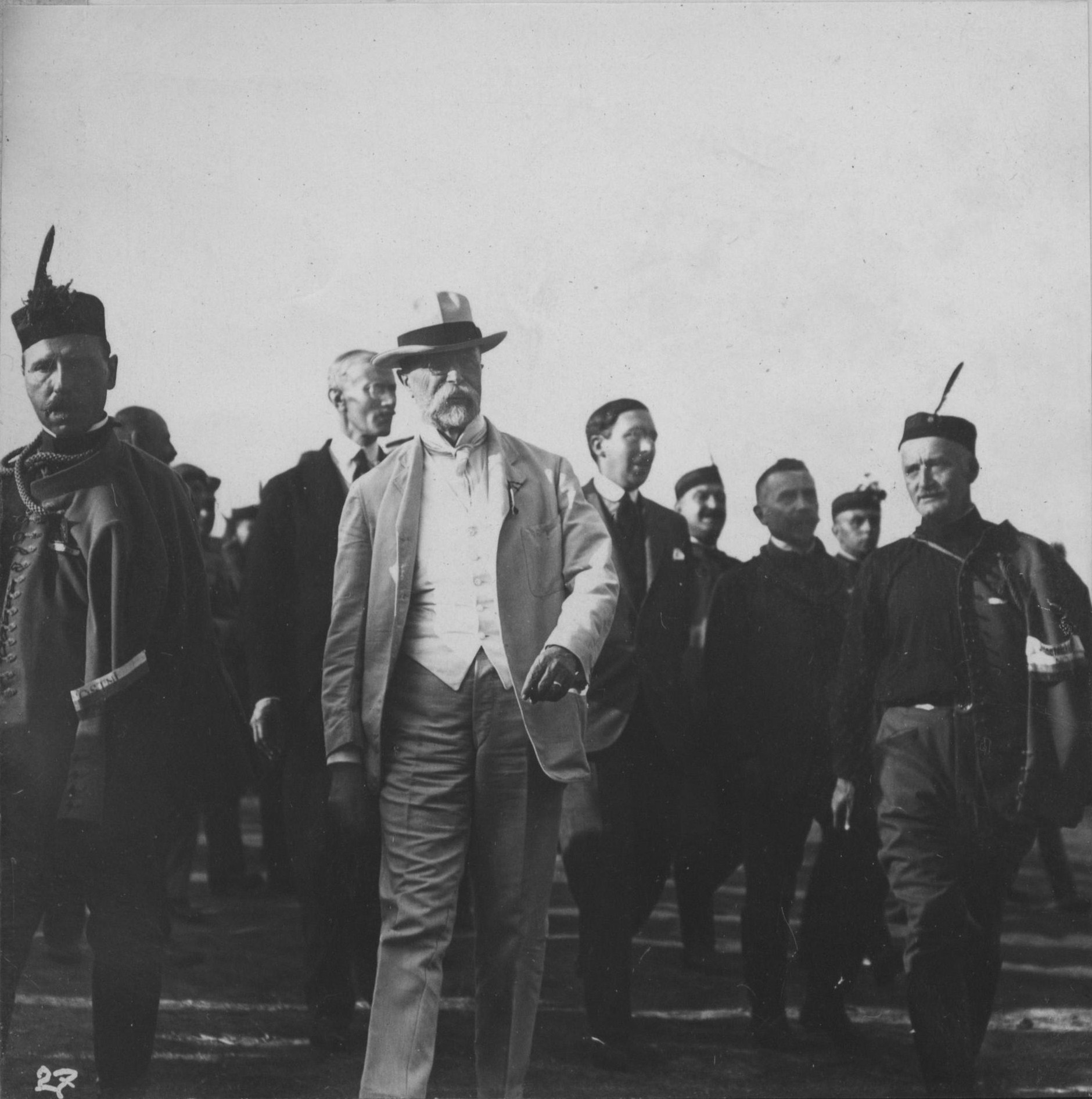
Prezident Masaryk na sokolském sletu v roce 1920

Obyvatelé byli podle ústavy považováni za příslušníky „československého národa“ a oficiálním jazykem byl „jazyk československý“. Vytvořit pojem československý národ a spojit tak Čechy a Slováky v Čechoslováky bylo nutné zejména pro potřeby zahraniční politiky, jelikož stát měl daleko více obyvatel hlásících se k národnosti německé, než bylo Slováků. Ústava zajišťovala menšinám, které však tvořily více než 20 % populace, naprostou rovnoprávnost (užívání svého jazyka ve školách, úřední jednání…). Tato rovnoprávnost byla však do jisté míry narušována, například tvorbou takových volebních obvodů, kde měli převahu Češi, či přijímáním pouze Čechů a Slováků do některých vojenských útvarů apod. Němci i přesto měli ve státní správě vysoký počet volených zástupců, existovalo velké množství německých základních, středních i vysokých škol či vydavatelství, a tím i knih v německém jazyce. Národnostní menšiny mohly svobodně zakládat organizace a různé spolky, nicméně jejich požadavky na autonomii byla česká vláda ochotná splnit až pod tlakem v krizovém roce 1938. Vztah státu a občanů se nezakládal na národnostním, ale na občanském principu, podobně jako ve Švýcarsku.
Československá vláda byla známa zejména pro svou stabilitu. Základ tvořily politické strany, jejichž vedení se dokázala skoro vždy nějak dohodnout. Vyjma období od března 1926 do listopadu 1929, kdy nebyla vytvořena koalice, tvořilo páteř vlády pět zástupců (tzv. „Pětka“), pěti nejznámějších stran, jež představovaly: Republikánská strana zemědělského a malorolnického lidu (agrárníci), Československá sociálně-demokratická strana, Národní socialisté, Národní demokracie a Lidová strana. Pětka byla vedena Antonínem Švehlou, který byl premiérem skoro celá 20. léta, a točila se až do roku 1938 kolem známých politiků. Němečtí zástupci se dostávali do vlády od roku 1926, maďarské strany se i přes silnou agitaci sousedního Maďarska do vlády nikdy nedostaly.

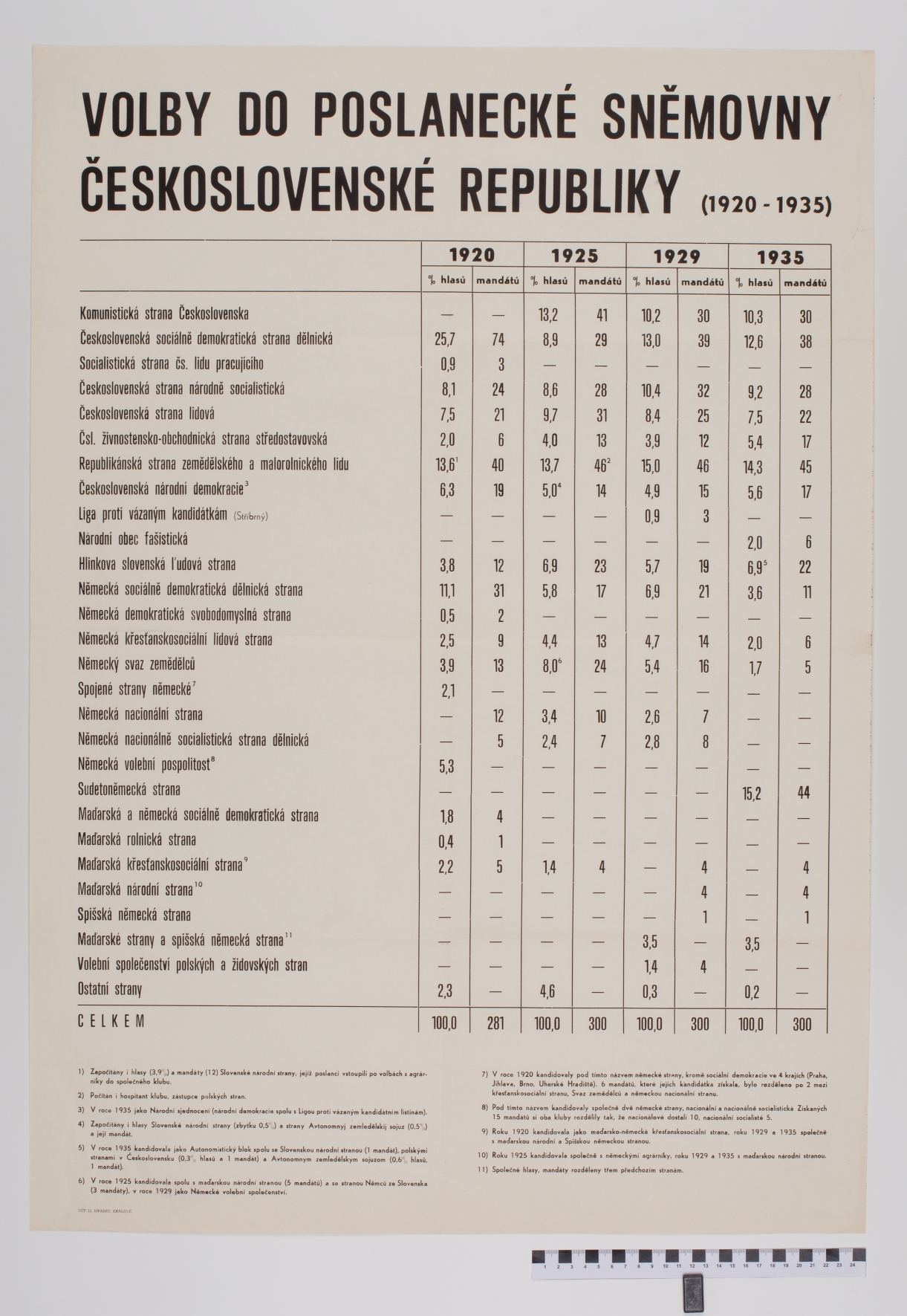
Přehled výsledků voleb do poslanecké sněmovny v letech 1920 až 1935

### Politické strany prvorepublikového Československa
- Republikánská strana zemědělského a malorolnického lidu (RSZML, Agrární strana) byla založena roku 1922 spojením České a Slovenské agrární strany. Předsedou byl Antonín Švehla a hlavními voliči byli malí a střední zemědělci. Švehla kombinoval sociální a demokratické myšlenky. Strana byla jádrem vládních koalicí v letech 1922 až 1938.

- Československá sociálně demokratická strana dělnická (ČSDSD) navazovala na předválečnou Sociální demokracii. Ve volbách roku 1920 se stala největší stranou v republice. V době relativního rozkvětu však přišel rozkol ve straně. Byla založena vnitrostranická levice, s jistým odstupem i pravice, střed zůstával dlouho neutrální. Spor nakonec vedl k odložení řádného termínu sjezdu strany, což přineslo spíše sympatie Šmeralově levici. Ta posléze založila samostatnou Komunistickou stranu Československa-sekci Třetí Internacionály. Sociální demokracie byla citelně oslabena a ve volbách roku 1925 zažila debakl. Na síle začala nabírat až v roce 1929. V čele stál Antonín Hampl, na Slovensku Ivan Dérer. Sociální demokracie představovala jednu ze stran Hradu.

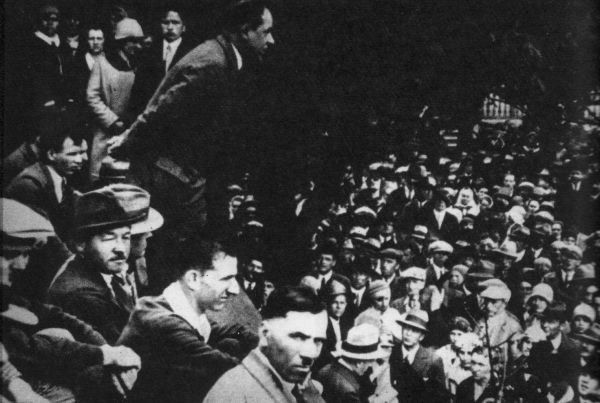
Manifestace Komunistické strany Československa, asi 1929

- Komunistická strana Československa (KSČ) vznikla po výše popsaném sporu uvnitř sociální demokracie. Zpočátku se snažila o specifickou cestu k socialismu, prosazovanou parlamentní "rudou většinou". Později se však, v rámci "bolševizace", stala stranou extrémní a antisystémovou, plně závislou na Moskvě. KSČ představovala v relativních číslech největší komunistickou stranu na světě, postupně však členstvo ubývalo (vylučování, štěpení frakcí, návrat k sociální demokracii). Ačkoliv strana stála proti Hradu, udržovali někteří její reformní funkcionáři kontakt s prezidentskou kanceláří. O dohodě o toleranci tzv. rudo-černé aliance (lidovci a socialisté) komunisty se například uvažovalo před prezidentskou volbou Edvarda Beneše. KSČ si průměrně udržovala zisk nad 10 % voličstva.

- Československá strana národně socialistická (ČSNS, do roku 1926 Československá strana socialistická) byla středolevicová strana, obhajující tzv. „český socialismus“ (popřípadě národní socialismus, český nar. soc. a jiné variace). V čele strany stál Václav Klofáč, jejími členy byli např. Edvard Beneš (dočasně) a Milada Horáková. Katolík Edvard Beneš tam vstoupil na doporučení Tomáše Garrigue Masaryka. Patřila ke stranám Hradu.

- Československá strana lidová (ČSL) – sloučena z Moravsko-slezské křesťanskosociální strany, Katolicko-národně konzervativní strany a Konzervativní lidové strany v roce 1918. Strana zastávala křesťanské názory a sociální encykliku papeže Lva XIII. Od roku 1922 byla vedena katolickým knězem Janem Šrámkem.

- Československá národní demokracie (ČsND) vznikla po válce spojením Mladočechů s dalšími pravicovými a středovými stranami. Ideologicky by se dala charakterizovat jako národně radikální a ekonomicky liberální strana. Vedli ji Karel Kramář a do své předčasné smrti Alois Rašín. Volena byla vyššími a středními vrstvami. Podporovala soukromé podnikání, bankovnictví a průmysl.

#### Německé strany

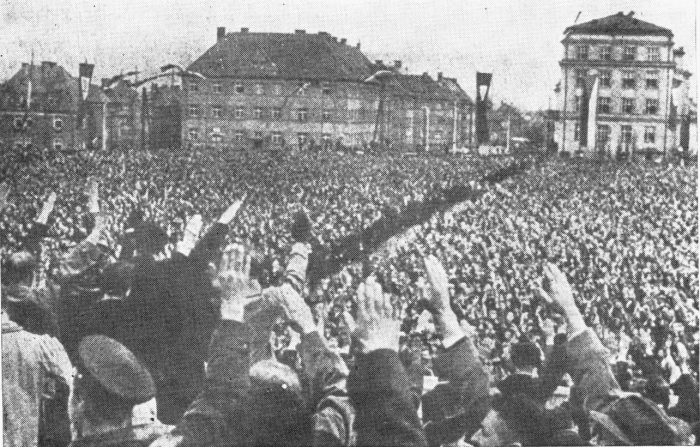
Stoupenci Sudetoněmecké strany v Liberci, 1. května 1938

- Německá sociálně demokratická strana dělnická v ČSR (DSAP, Deutsche sozialdemokratische Arbeiterpartei), která v prvních parlamentních volbách obdržela téměř 590 000 hlasů, což činilo přes 43,5 % německých hlasů a 11,1 % všech československých hlasů a 31 mandátů. Strana se tak stala třetím nejsilnějším subjektem na území celého státu. I když tato strana nadále trvala na negativním postoji k ČSR, pojaté jako dominantně český stát s tzv. menšinami, zabránila ústavní krizi: umožnila vznik první vlády, když při hlasování o důvěře nové vládě opustili poslanci této strany sněmovnu a nezabránili tak těsnému zvolení vlády. Stejně jako Česká sociální demokracie doplatila na rozkol ve straně. Komunistické křídlo opustilo stranu v lednu roku 1921, poté, co prohrálo boj o vedení strany. Na to doplatila strana při druhých parlamentních volbách roku 1925. Volební výsledek činil pouhých 6 % a 17 mandátů.

- Německý svaz zemědělců (BdL, Bund der Landwirte) byla důležitou aktivistickou stranou německých zemědělců v Československu. Byla součástí několika československých vládních koalicí. Nejvýznamnějším představitelem byl Franz Spina, poslanec parlamentu, který byl též opakovaně ministrem. Strana zanikla sloučením se Sudetoněmeckou stranou v březnu 1938.

- Německá křesťansko sociální strana lidová (DCV, Deutsche Christlichsoziale Volkspartei) představovala další německou aktivistickou stranu v Československu. Byla katolickou stranou a byla rovněž součástí několika československých vládních koalicí. Nejvýznamnějším představitelem byl Robert Mayr-Harting. Strana se rozpadla pod tlakem SdP v roce 1938.

- Sudetoněmecká strana (SdP, Sudetendeutsche Partei) byla silně nacionalistickou stranou, založena 1. října 1933 Konradem Henleinem, který byl rovněž jejím jediným předsedou až do sloučení této strany s Hitlerovou NSDAP po mnichovském diktátu roku 1938. Ve volbách roku 1935 získala strana největší procento hlasů ze všech kandidujících stran, na vládě se však nepodílela. Strana byla silně v opozici k československé vládě a pod jejím tlakem se následně rozpadly či se s ní sloučily všechny tehdejší významné německé politické strany (DSAP, BdL, DCV).

### Zahraniční politika

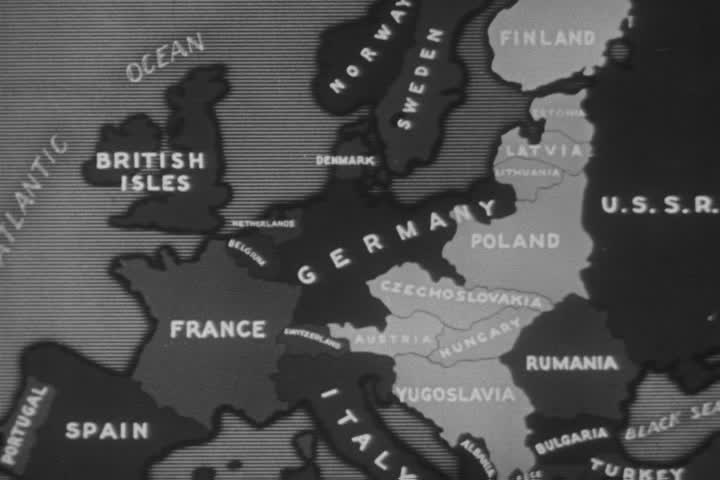
První republika na mapě meziválečné Evropy.

Edvard Beneš, československý ministr zahraničí v letech 1918–1935 a pozdější prezident, spolupracoval se soustavou demokratických západních států, které podporovaly Československo na mezinárodní půdě do roku 1938. Beneš věřil ve Společnost národů, která propagovala poválečný status quo, mírový rozvoj Evropy a zaručovala bezpečnost těch zemí, které vznikly na podzim roku 1918.
Vyjednal také spojenectví s Jugoslávií (1920) a Rumunskem (1921), které bylo později známé jako Malá dohoda. Malá dohoda měla zabránit maďarské snaze o získání svého původního vlivu a moci ve všech třech státech. Maďarsko neslo první meziválečné roky těžce, jeho ekonomika byla těžce poničená přerušením staletých vazeb a většinu svého historického území muselo odstoupit. Proto se jeho vláda upínala k fašistickým a revanšistickým snahám.
Ministr Beneš orientoval politiku země na Velkou Británii a hlavně Francii, která byla i v mnoha ohledech vzorem první republiky. Zatímco Velká Británie udržovala politiku izolace, neboť považovala Československo za příliš vzdálenou zemi, s Francií se spolupráce rozvíjela mnohem otevřeněji. V roce 1924 uzavřelo Československo s Francií spojeneckou smlouvu.
V roce 1925 bylo na konferenci v Locarnu dojednáno několik smluv, na jejichž základě bylo Německo zrovnoprávněno s ostatními evropskými státy z mnohých politických hledisek. Na základě těchto smluv bylo Německo přijato do Společnosti národů. Německá vláda se zaručila garantovat západní hranice s Francií a Belgií, řešení hranic s Československem a Polskem se však odsunulo do budoucnosti a řešit to měla případná mezinárodní arbitráž. Následně uzavřela Francie s Československem a Polskem smlouvy o vzájemné vojenské pomoci v případě napadení Německem.

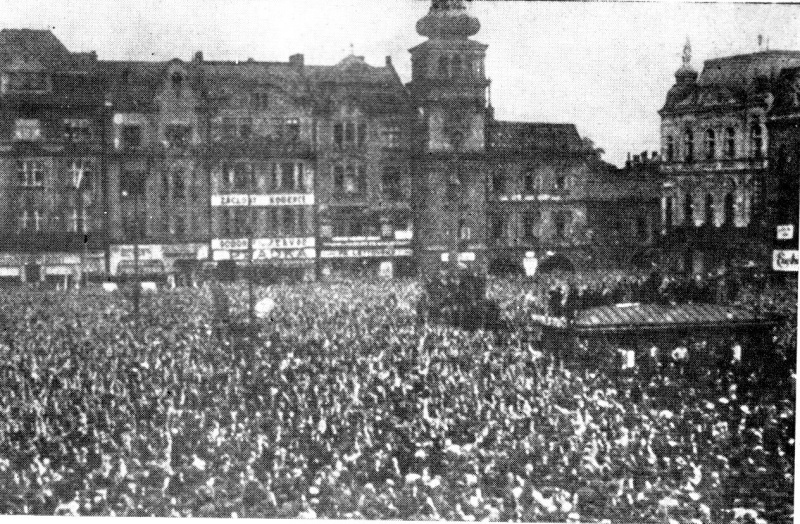
Manifestace na Masarykově náměstí v Moravské Ostravě v září 1938 proti Mnichovské dohodě

Poté, co se v Německu dostali k moci nacisté a jejich sympatie začaly růst i v pohraničních oblastech západní poloviny ČSR, začal se tlak na případnou úpravu hranic zvyšovat. Československá diplomacie proto začala hledat nové spojence. Beneš se obrátil k Sovětskému svazu a v roce 1935 uzavřel Československo-sovětskou smlouvu, která obsahovala dohodu, že pomoc Rudé armády přijde pouze v případě, že první provede vojenský zásah Francie.
Československou reprezentaci však ostře zchladily snahy západních spojenců řešit stále akutnější problém česko-německého soužití v pohraničních Sudetech odstoupením problémových území. Západní státy měly z případné války obavy a chtěly se případnému konfliktu vyhnout jakoukoliv cestou.

### Vláda
- první československý prezident Tomáš Garrigue Masaryk (14. 11. 1918 - 14. 12. 1935)
- první premiér Karel Kramář (do 8. července 1919)
- ministr financí Alois Rašín (zavražděn v roce 1923)
- ministr zahraničí Edvard Beneš
- ministr vojenství Milan Rastislav Štefánik (zahynul 4. května 1919)
- druhý československý prezident Edvard Beneš (zvolen v roce 1935)

## Národnostní složení

Národnostní mapa - 1930

Národnostní složení podle sčítaní z roku 1921:
| Země             | "Čechoslováci" (Češi a Slováci) | Němci     | Maďaři  | Rusíni  | Židé    | jiní    | celkem obyvatel |
| ---------------- | ------------------------------- | --------- | ------- | ------- | ------- | ------- | --------------- |
| Čechy            | 4 382 788                       | 2 173 239 | 5 476   | 2 007   | 11 251  | 93 757  | 6 668 518       |
| Morava           | 2 048 426                       | 547 604   | 534     | 976     | 15 335  | 46 448  | 2 649 323       |
| Slezsko          | 296 194                         | 252 365   | 94      | 338     | 3 681   | 49 530  | 602 202         |
| Slovensko        | 2 013 792                       | 139 900   | 637 183 | 85 644  | 70 529  | 42 313  | 2 989 361       |
| Podkarpatská Rus | 19 737                          | 10 460    | 102 144 | 372 884 | 80 059  | 6 760   | 592 044         |
| ČSR              | 8 760 937                       | 3 123 568 | 745 431 | 461 849 | 180 855 | 238 080 | 13 410 750      |

## Hospodářství

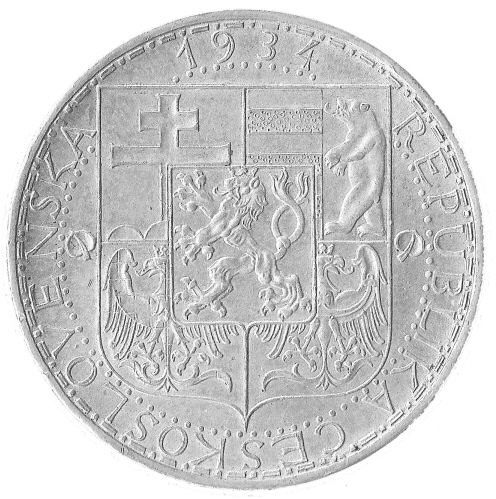
Prvorepubliková mince

Československo bylo hospodářsky velmi úspěšné, za což vděčilo zejména prudkému rozvoji průmyslu v době Rakouska-Uherska. Ačkoli nově vytvořený národ z Čechů a Slováků čítal přibližně jen asi 14,8 milionů osob, Československo převzalo asi 70 až 80 % celého průmyslu Rakouska-Uherska, včetně výroby porcelánu a sklářských podniků, cukrovarů, přes 40 % lihovarů a pivovarů, zbrojařských firem, výroby lokomotiv, automobilů a strojů, a také chemický průmysl v severních Čechách. Dalších 17 % průmyslu někdejšího Rakouska-Uherska, které království na Slovensku vybudovalo na konci 19. století, rovněž připadlo republice. Československo bylo v celosvětovém měřítku desátým průmyslově nejrozvinutějším státem a v letech 1920 až 1935 dokonce 9. nejbohatším státem světa.
České země byly již z dob rakousko-uherské monarchie daleko silněji industrializované nežli Slovensko. V Čechách, na Moravě a ve Slezsku bylo 39 % obyvatelstva zaměstnáno v průmyslu a 31 % v zemědělství. Většina lehkého i těžkého průmyslu bylo soustředěna v pohraničí, tzv. Sudetech a většina podniků byla v držení německých občanů nebo bank. Češi vytvářeli asi jen 20 až 30 % celkového průmyslového výstupu. Nicméně největší průmyslové podniky byly povětšinou vlastněny Čechy (Škoda Plzeň, Baťa, ČKD).[zdroj?] Na Slovensku bylo v průmyslu zaměstnáno jen asi 17,1 % obyvatel, avšak 60,4 % v zemědělství či lesnictví. Jen asi 5 % celého průmyslu na Slovensku bylo ve slovenských rukou. Podkarpatská Rus byla zcela bez průmyslu a její příjmy tvořily pouze turismus a těžba dřeva.
V zemědělství byl po vyhlášení samostatnosti zaveden reformní program, který měl setřít nerovnosti rozdělení ekonomiky. Velká hospodářská krize v letech 1929 až 1933 zasáhla také Československo. Počet nezaměstnaných činil přibližně milión osob s následným poklesem pokles výkonu hospodářství o 40,4 %.

### Měna
Po vzniku první republiky bylo nutno urychleně zavést novou měnu, která by zemi oddělila od měn okolních států zasažených vysokou inflací. Dočasně ovšem na území Československa i nadále platily bankovky a mince rakousko-uherské banky.
Následovala měnová reforma, při níž byla vytvořena koruna československá (zkratka „Kč“). Ještě téhož roku se v oběhu objevily první bankovky, v roce 1922 pak následovaly první vlastní mince, které nahradily dosud platné rakousko-uherské. Staré zlaté a stříbrné koruny prakticky zmizely z oběhu již od doby války.
Korunová měna v průběhu dalších let prošla ještě několika reformami a změnami. Zákonem ze 7. listopadu 1929 byla například stanovena pro obchodní styk zlatá parita 1 koruny na 44,85 mg („měna krytá zlatem“). Přibližně v době mezi lety 1923 až 1929 měla koruna relativně stabilní hodnotu a pohybovala se průměrně mezi 15,36 až 16,37 švýcarských franků na 100 korun. Směnný kurz vůči říšské marce činil v roce 1932 0,85 koruny.

### Zemědělství
V roce 1929 pracovalo v zemědělství 35 % čsl. obyvatelstva. Díky silné industrializaci došlo v zemědělství k poklesu přes 20 %. Kromě toho proběhlo několik vln znárodňování zemědělských závodů a selských dvorů. Zemědělství jako zdroj obživy převládalo zejména na Slovensku a Podkarpatské Rusi.

### Průmysl
Československý průmysl navázal na silnou průmyslovou tradici z dob Rakouska-Uherska a zpočátku se velmi rychle rozvíjel. Mnoho z průmyslových podniků a firem patřilo mezi největší v celé monarchii. Mezi nejvýznamnější firmy patřily např. Škodovy závody v Plzni (založené v roce 1866), Českomoravská-Kolben-Daněk (založené v roce 1871, pozdější ČKD), Laurin & Klement v Mladé Boleslavi (založené v roce 1895, dnešní Škoda Auto), Ringhofferovy závody (pozdější Tatra) a mnoho dalších. Tyto podniky pak tvořily páteř průmyslu v novém státě. Neefektivní starší systémy výroby byly postupně nahrazovány modernější rukodělnou prací, strojírenstvím a novými technologiemi. Jednou z nejvýraznějších postav tehdejšího hospodářství byl Tomáš Baťa (Baťovy závody zal. 1894 ve Zlíně), který již době císařství dával práci tisícům dělníků, když například „obouval rakouskou armádu“. Svého vrcholu dosáhla průmyslová výroba v Československu v roce 1924. Závody textilního, sklářského a obuvnického průmyslu byly tehdy nejmodernější na světě. Kromě toho byl velmi rozvinutý také zbrojní průmysl (Škodovy závody zal. 1866 v Plzni) a po dokončení elektrifikace Československa se prudce rozvíjelo zásobování elektrickou energií. V roce 1928 bylo v Československu jen 38 000 nezaměstnaných, což představovalo asi 1 % práceschopného obyvatelstva. Co do objemu průmyslové produkce byla první republika na desátém místě na světě.

### Turismus

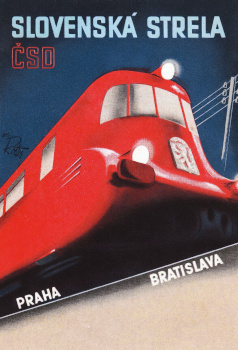
Reklamní pohlednice ČSD na spoj Slovenská strela (Atelier Rotter, 1936)

První Československá republika patřila ve 20. a 30. letech 20. století mezi oblíbené cíle návštěvníků ze zahraničí. Nejnavštěvovanější částí země byly historické Čechy. Značná část turistů trávila dovolenou v Praze. Mnohé symboly města jako Pražský hrad, Karlův most, starobylé Staroměstské náměstí a moderní Václavské náměstí se staly oblíbenými cíli také domácích návštěvníků. Metropoli navštívilo ročně až osm milionů lidí.[zdroj?] Pro státní pokladnu to znamenalo přínos až 800 milionů tehdejších korun.[zdroj?]
Dalšími hojně navštěvovanými místy v ČSR byla mj. lázeňská města. Některá z nich byla proslulá již z dob Rakouska-Uherska. To platilo pro mondénní západočeské lázně Karlovy Vary, Mariánské Lázně a Františkovy Lázně. Jiná města s lázeňským provozem si rovněž vydobyla přízeň hostů, zvláště domácích, k nim patřily mj. Poděbrady, Luhačovice, Piešťany a Sliač.

### Infrastruktura

Dva návrhy hlavních silničních spojení na ose západ-východ z roku 1935

Infrastruktura vybudovaná v předlitavské i zalitavské části Rakouska-Uherska nebyla dosti dobře použitelná pro samostatné Československo, neboť byla koncipována především pro potřeby rakousko-uherského soustátí jako celku. Zpočátku zcela chybělo přímé železniční spojení Čech s Podkarpatskou Rusí, jejíž území před vznikem samostatných následnických států spadala pod uherskou správu a měla spojení pouze s Maďarskem. To změnila teprve výstavba nových železničních úseků, mj. byly vytvořeny dva hlavní přes 1 800 km dlouhé koridory na až doposud izolované Zakarpatí. Odtud pak mohl být zbytek země zásobován dřevem a dalšími surovinami.

### Světová hospodářská krize

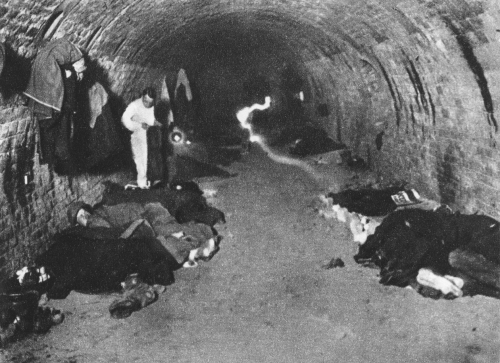
Nezaměstnaní Čechoslováci během světové hospodářské přespávají v kanalizaci (1934)

Nezávislá Československá republika byla hospodářsky nejsilnějším následnickým státem Rakouska-Uherska. To bylo způsobeno vysokým stupněm průmyslového rozvoje země před válkou, zatímco na Slovensku a Zakarpatí byla ekonomika výrazně méně rozvinutá. V roce 1924 znovu dosáhla průmyslová výroba stavu před válkou, a roku 1929 ji dokonce o 41 % překonala.
Světová hospodářská krize z roku 1931 však zasáhla také Československo, a výkon hospodářství se silně propadl. Mnoho podniků se ocitlo v úpadku, množství dělníků a řemeslníků přišlo o práci, v některých případech docházelo až k podvýživě. Roku 1931 začala krize opět sílit a roku 1933 dosáhla v Československu svého vrcholu, kdy bylo 1,3 milionů nezaměstnaných. Avšak ani po odeznění krize nedošlo v Československu do roku 1936 k většímu obnovení hospodářského růstu. Teprve v roce 1936 došlo k růstu ekonomiky, který v roce 1937 ještě zesílil. Motorem ekonomiky byly především chemický, hutnický, textilní a papírenský průmysl, které znovu dosáhly předkrizové úrovně. Také ekonomika státu, která poklesla o 38 %, se do roku 1938 znovu dostala do původní kondice. Malé podniky, které během krize vyhlásily úpadek, mohly být znovu vybudovány a obnovit výrobu.
Hlavní příčinou pomalého vzestupu ekonomiky během krize byly zhoršené zahraniční vztahy, kvůli kterým nepřicházela žádná vnější hospodářská podpora.
| stát                   | pokles   |
| ---------------------- | -------- |
| Spojené státy americké | − 46,8 % |
| Polsko                 | − 46,6 % |
| Kanada                 | − 42,4 % |
| Německá říše           | − 41,8 % |
| Československo         | − 40,4 % |
| Nizozemsko             | − 37,4 % |
| Itálie                 | − 33,0 % |
| Francie                | − 31,3 % |
| Belgie                 | − 30,6 % |
| Argentina              | − 17,0 % |
| Dánsko                 | − 16,5 % |
| Spojené království     | − 16,2 % |
| Švédsko                | − 10,3 % |
| Japonsko               | − 8,5 %  |
| Brazílie               | − 7,0 %  |

### Dluh
Československo (stejně jako Lichtenštejnsko) v meziválečné době nemělo státní dluh, a mohlo si dovolit půjčovat značné sumy jiným státům (Jugoslávské království a Rumunsko). Poté, co však v roce 1931 Československo silně zasáhla hospodářská krize, bylo odkázáno na půjčky, a proto začalo vyvíjet tlak nejprve na Jugoslávii a poté i na Rumunsko. Jelikož však dlužníci nemohli půjčky splatit, zavedlo Československo obchodní sankce a silně zredukovalo vývoz. To zhoršilo zahraničněpolitické vztahy a následně nedošlo ani k očekávanému zásahu někdejších spojenců v první vídeňské arbitráži.
V letech 1929–1933 zasáhla Československo celosvětová velká hospodářská krize. Krizí byly nejvíce postiženy Sudety.

## Školství
Základní školy představovaly především školy obecné a měšťanské. Střední pak gymnázia (klasická a reálná), reálky, obchodní akademie, hospodářské (zemědělské) a průmyslové školy.
Na pomezí mezi školami středními a vysokými stály různorodé vyšší odborné školy a učiliště. Šlo např. o Státní školu umělecko-průmyslovou v Praze, státní konzervatoře v Praze (česká a německá), Brně a Bratislavě, pedagogické akademie také v Praze (česká a německá), Brně a Bratislavě, Vyšší školu sociální péče v Praze, Státní archivní školu v Praze nebo Státní školu knihovnickou v Praze. Zařadit sem lze i bohoslovecké semináře (Praha, České Budějovice, Litoměřice, Hradec Králové, Brno, Olomouc, Vidnava, Trnava, Nitra, Banská Bystrica, Spiš, Rožňava, Košice, Prešov, Užhorod).

### Vysoké školy
| název                                            | počet studentů roku 1936 | fakulty |
| ------------------------------------------------ | ------------------------ | --- |
| Universita Karlova v Praze                       | 10 006                   | bohoslovecká, právnická, lékařská, filosofická, přírodovědecká |
| Masarykova universita v Brně                     | 3 298                    | právnická, lékařská, přírodovědecká, filosofická |
| Univerzita Komenského v Bratislavě               | 2 247                    | právnická, lékařská, filosofická |
| Německá universita v Praze                       | 4 721                    | bohoslovecká, právnická, lékařská, filosofická, přírodovědecká |
| Ukrajinská volná universita v Praze              | 66                       | právnická, filosofická |
| Vysoká škola zvěrolékařská v Brně                | 354                      | |
| Cyrilometodějská fakulta bohoslovecká v Olomouci | 312                      | |
| Husova evangelická fakulta bohoslovecká v Praze  | 179                      | |
| Evangelická teologická akademie v Bratislavě     | 120                      | |
| České vysoké učení technické v Praze             | 4 190                    | stavebního inženýrství, architektury a pozemního stavitelství, strojního a elektrotechnického inženýrství, chemicko-technologického inženýrství, zemědělského a lesního inženýrství, speciálních nauk, obchodní |
| Česká vysoká škola technická v Brně              | 1 054                    | |
| Německá vysoká škola technická v Praze           | 1 310                    | |
| Německá vysoká škola technická v Brně            | 1 030                    | |
| Vysoká škola zemědělská v Brně                   | 239                      | |
| Vysoká škola báňská v Příbrami                   | 101                      | |
| Akademie výtvarných umění v Praze                | 168                      | |

## Administrativní Členění

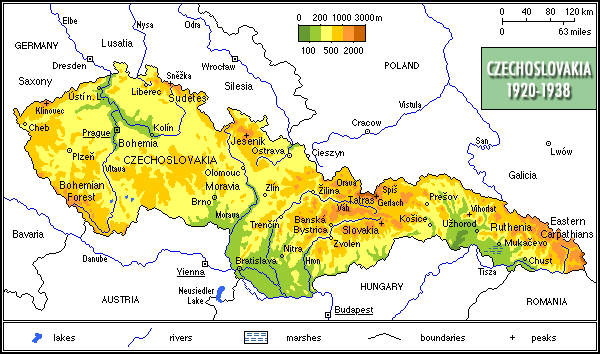
Československo 1920–1938

Za první republiky pod ČSR patřila následující území:
- Čechy (Praha)
- Morava(1918-1928) (Brno)
- České Slezsko(1918-1928) (Opava)
- Moravskoslezsko (1928-1938) (Brno)
- Slovensko (Bratislava)
- Podkarpatská Rus [Užhorod (Ужгород)]

Právě Podkarpatská Rus (východní soused Slovenska) byla v roce 1939 odtržena od ČSR. 29. října 1944 bylo její území obsazeno vojsky SSSR. Po skončení druhé světové války pak na krátký čas opět formálně náležela k ČSR, než byla s výjimkou (dnes slovenské) obce Lekárovce spolu s malým pruhem území tehdejšího východního Slovenska "dobrovolně" (na základě velmi problematického hlasování prosovětské skupiny obyvatel) odstoupena 29. června 1945 československou vládou SSSR, který ji 22. ledna 1946 začlenil jako Zakarpatskou oblast do rámce Ukrajinské SSR.
Urbanizovány byly především české země. Na území Československa byly deseti největšími městy k roku 1930 Praha (849 tisíc obyvatel), Brno (265 tisíc obyvatel), Moravská Ostrava (125 tisíc obyvatel), Bratislava (124 tisíc obyvatel), Plzeň (115 tisíc obyvatel), Olomouc (66 tisíc obyvatel), Košice (58 tisíc obyvatel), Ústí nad Labem (44 tisíc obyvatel), České Budějovice (44 tisíc obyvatel) a Liberec (39 tisíc obyvatel).